# Deep Purple in Concert
Deep Purple in Concert — живий альбом англійської групи Deep Purple, який був випущений у грудні 1980 року.

## Композиції
1. Speed King — 6:20
2. Wring That Neck — 18:30
3. Child in Time — 10:15
4. Mandrake Root — 17:20
5. Highway Star — 6:29
6. Strange Kind of Woman — 8:34
7. Lazy — 8:57
8. Never Before — 3:48
9. Space Truckin' — 22:14
10. Lucille — 6:20

## Склад
- Ієн Гіллан — вокал
- Рітчі Блекмор — гітара
- Джон Лорд — клавішні
- Роджер Гловер — бас-гітара
- Іан Пейс — ударні